# Radeon R520

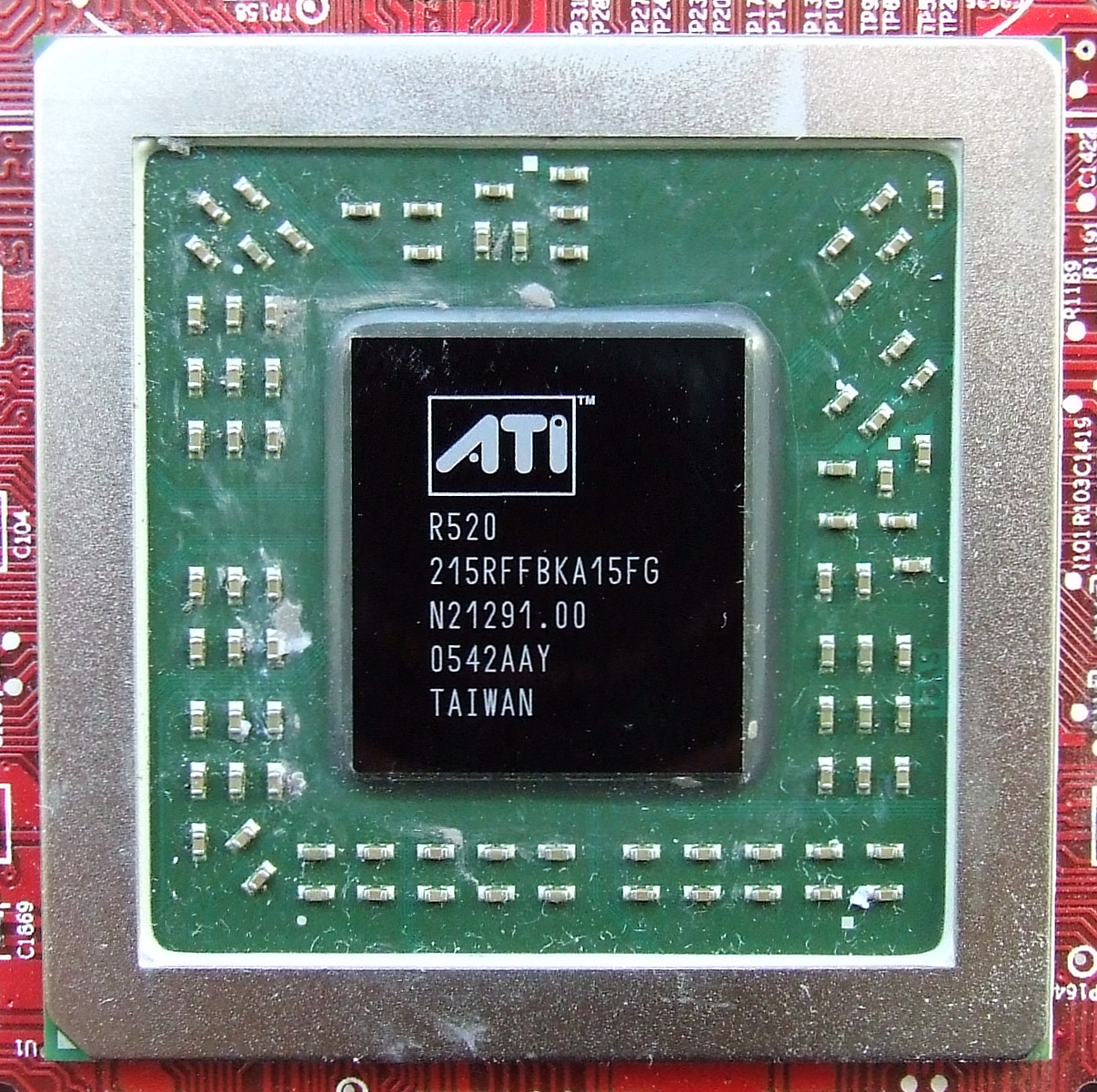
Processeur graphique Radeon R520

Le Radeon R520 est le processeur graphique équipant les cartes graphiques Radeon X1800. Il implémente les fonctions d'accélération 3D de DirectX 9.0.
Il a été conçu par ATI et fabriqué par TSMC. C'est historiquement le premier processeur graphique dont la fabrication fait appel à une photolithographie dont la précision atteint 90 nm.
L'arrivée dans le commerce des premières cartes graphiques utilisant le R520 a été retardée de plusieurs mois, en partie à cause d'un défaut de conception n'ayant pas été découvert lors des simulations de la puce et empêchant de faire fonctionner le processeur à une fréquence assez élevée. Or l'architecture du R520, face au processeur graphique concurrent de NVidia, rendait nécessaire d'atteindre une fréquence élevée pour être compétitif. La résolution de ce problème a nécessité un re-spin, c'est-à-dire d'envoyer un nouveau GDSII au fondeur, TSMC, afin de produire une nouvelle série de puces. Ce processus entraîne un retard de plusieurs semaines pour la production en masse de la puce.

## Détails techniques
Le R520 est historiquement le premier processeur graphique conçu par ATI compatible avec le Shader Model 3.0, qui est une version du High-Level Shading Language, le langage de programmation de shader de Direct3D. Il est donc compatible avec les jeux exploitant des effets de HDR, et ce avec une précision dans le codage des composantes de couleur pouvant atteindre le type « FP16 », c'est-à-dire en virgule flottante et avec une précision de 16 bits.
Le R520 est capable de traiter des textures qui peuvent mesurer jusqu'à 4096x4096 pixels. Il peut appliquer différents types d'antialiasing (également appelé anticrénelage), dont le temporal antialiasing, le SuperSampling et le Multisampling.
La gestion des sorties vidéos se fait par un double RAMDAC cadencé à 400 Mhz pour les sorties analogiques (connecteur VGA, sortie TV), et par un module TMDS dual-link pour les sorties numériques (HDMI, DVI).
Deux cartes graphiques équipées d'un R520 peuvent être reliées à l'aide du protocole CrossFire.
Le R520 est composé de 321 millions de transistors, gravés grâce à une photolithographie dont la précision atteint 90 nm et rassemblés sur un die mesurant 16x17 mm2, soit légèrement moins que son prédécesseur. Le contrôleur mémoire du R520 communique avec les DRAM grâce à deux bus de 256 bits de large, l'un pour la lecture et l'autre pour l'écriture.
La mémoire cache du R520 est de type fully associative, le temps pour y trouver une donnée est donc plus long que s'il était de type direct mapped ou N-Way Set Associative, en revanche les données dont a besoin le R520 sont plus souvent trouvées dedans.

## Cartes intégrant un R520
Les Radeon X1800 XL et XT sont équipées de mémoire de type GDDR3, et d'un module Rage Theater assurant les fonctions VIVO.
|                 | Fréquence du R520 (en MHz) | Quantité de DRAM sur la carte (en Mio) | Fréquence de la DRAM (en MHz) |
| Radeon X1800 XL | 500                        | 256                                    | 500                           |
| Radeon X1800 XT | 625                        | 256 ou 512                             | 750                           |